# Championnat du Japon de football de troisième division 2017
Navigation
J3 League 2016 J3 League 2018
Le Championnat du Japon de football de troisième division 2017 est la vingt-et-unième saison du troisième niveau du football japonais et la 4e édition de la J3 League. Le championnat débute le 11 mars 2017 et s'achève le 3 décembre 2017.
Le deuxième du championnat est promu en J2 League.

## Les clubs participants
Les équipes classées de la 2e à la 16e place de la J3 League 2016, l'équipe classée 22e de J2 League 2016 et le deuxième de JFL 2016 participent à la compétition.
| Club                | Dernière montée | Ville      | Classement 2016 | Entraîneur         | Depuis | Stade                                 | Capacité | Nombre de saisons |
| ------------------- | --------------- | ---------- | --------------- | ------------------ | ------ | ------------------------------------- | -------- | ----------------- |
| Giravanz Kitakyushu | 2017            | Kitakyūshū | 22e             | Takeo Harada       | 2017   | Mikuni World Stadium                  | 15 300   | 1                 |
| Tochigi SC          | 2016            | Utsunomiya | 2e              | Yuji Yokoyama      | 2016   | Tochigi Green Stadium                 | 18 025   | 2                 |
| AC Nagano Parceiro  | -               | Nagano     | 3e              | Tetsuya Asano      | 2017   | Minami Nagano Sports Park Stadium     | 15 515   | 4                 |
| Blaublitz Akita     | -               | Akita      | 4e              | Kōichi Sugiyama    | 2017   | Akigin Stadium                        | 4 992    | 4                 |
| Kagoshima United    | 2016            | Kagoshima  | 5e              | Yasutoshi Miura    | 2017   | Shiranami Stadium                     | 19 934   | 2                 |
| Kataller Toyama     | 2015            | Toyama     | 6e              | Tetsuro Uki        | 2017   | Toyama Stadium                        | 28 494   | 3                 |
| Fujieda MYFC        | -               | Fujieda    | 7e              | Atsuto Oishi       | 2015   | Fujieda Soccer Stadium                | 13 000   | 4                 |
| FC Ryukyu           | -               | Okinawa    | 8e              | Kim Jong-song      | 2016   | Okinawa General Athletic Stadium      | 25 000   | 4                 |
| Gamba Osaka U-23    | -               | Suita      | 9e              | Tsuneyasu Miyamoto | 2017   | Stade de football de Suita            | 40 000   | 2                 |
| FC Tokyo U-23       | -               | Tokyo      | 10e             | Tadashi Nakamura   | 2016   | Ajinomoto Field Nishigaoka            | 7 258    | 2                 |
| SC Sagamihara       | -               | Sagamihara | 11e             | Sotaro Yasunaga    | 2016   | Sagamihara Gion Stadium               | 15 300   | 4                 |
| Cerezo Osaka U-23   | -               | Osaka      | 12e             | Yuji Okuma         | 2016   | Stade Nagai                           | 50 000   | 2                 |
| Grulla Morioka      | 2014            | Morioka    | 13e             | Toshimi Kikuchi    | 2017   | Iwagin Stadium                        | 4 946    | 4                 |
| Fukushima United    | -               | Fukushima  | 14e             | Kazuaki Tasaka     | 2017   | Toho Stadium                          | 21 000   | 4                 |
| Gainare Tottori     | 2014            | Yonago     | 15e             | Ryuzo Morioka      | 2017   | Torigin Bird Stadium                  | 16 033   | 4                 |
| YSCC Yokohama       | -               | Yokohama   | 16e             | Yasuhiro Higuchi   | 2016   | NHK Spring Mitsuzawa Football Stadium | 15 454   | 4                 |
| Azul Claro Numazu   | 2017            | Numazu     | 2e              | Ken Yoshida        | 2015   | Ashitaka Park Stadium                 | 10 000   | 1                 |

- Relégué de la J2 League 2016
- Promu de la JFL 2016

### Localisation des clubs
| \| Clubs du Grand Tokyo · SC Sagamihara (Kanagawa) · YSCC Yokohama (Kanagawa) · Tochigi SC (Tochigi) · FC Tokyo U-23 (Tokyo) Grand Tokyo Gainare Tottori Blaublitz Akita Fujieda MYFC Fukushima United Kataller Toyama AC Nagano Parceiro FC Ryukyu Grulla Morioka Giravanz Kitakyushu Gamba Osaka U-23 Cerezo Osaka U-23 Kagoshima United Azul Claro Numazu \| Localisation des clubs engagés dans le championnat. |
| Clubs du Grand Tokyo · SC Sagamihara (Kanagawa) · YSCC Yokohama (Kanagawa) · Tochigi SC (Tochigi) · FC Tokyo U-23 (Tokyo) Grand Tokyo Gainare Tottori Blaublitz Akita Fujieda MYFC Fukushima United Kataller Toyama AC Nagano Parceiro FC Ryukyu Grulla Morioka Giravanz Kitakyushu Gamba Osaka U-23 Cerezo Osaka U-23 Kagoshima United Azul Claro Numazu                                                           |

| Clubs du Grand Tokyo · SC Sagamihara (Kanagawa) · YSCC Yokohama (Kanagawa) · Tochigi SC (Tochigi) · FC Tokyo U-23 (Tokyo) Grand Tokyo Gainare Tottori Blaublitz Akita Fujieda MYFC Fukushima United Kataller Toyama AC Nagano Parceiro FC Ryukyu Grulla Morioka Giravanz Kitakyushu Gamba Osaka U-23 Cerezo Osaka U-23 Kagoshima United Azul Claro Numazu |

## Compétition

### Classement
Source : CLASSEMENT J3 LEAGUE 2017 sur transfermarkt.fr
| Rang | Équipe                | Pts | J  | G  | N  | P  | Bp | Bc | Diff |
| ---- | --------------------- | --- | -- | -- | -- | -- | -- | -- | ---- |
| 1    | Blaublitz Akita       | 61  | 32 | 18 | 7  | 7  | 53 | 31 | +22  |
| 2    | Tochigi SC            | 60  | 32 | 16 | 12 | 4  | 44 | 24 | +20  |
| 3    | Azul Claro Numazu P   | 59  | 32 | 16 | 11 | 5  | 60 | 27 | +33  |
| 4    | Kagoshima United      | 55  | 32 | 17 | 4  | 11 | 49 | 37 | +12  |
| 5    | AC Nagano Parceiro    | 50  | 32 | 13 | 11 | 8  | 34 | 25 | +9   |
| 6    | FC Ryukyu             | 50  | 32 | 13 | 11 | 8  | 44 | 36 | +8   |
| 7    | Fujieda MYFC          | 47  | 32 | 12 | 11 | 9  | 50 | 43 | +7   |
| 8    | Kataller Toyama       | 47  | 32 | 13 | 8  | 11 | 37 | 33 | +4   |
| 9    | Giravanz Kitakyushu R | 46  | 32 | 13 | 7  | 12 | 44 | 37 | +7   |
| 10   | Fukushima United      | 43  | 32 | 13 | 4  | 15 | 39 | 43 | -4   |
| 11   | FC Tokyo U-23         | 43  | 32 | 12 | 7  | 13 | 36 | 47 | -11  |
| 12   | SC Sagamihara         | 39  | 32 | 9  | 12 | 11 | 34 | 41 | -7   |
| 13   | Cerezo Osaka U-23     | 35  | 32 | 8  | 11 | 13 | 39 | 43 | -4   |
| 14   | YSCC Yokohama         | 32  | 32 | 8  | 8  | 16 | 41 | 54 | -13  |
| 15   | Grulla Morioka        | 29  | 32 | 7  | 8  | 17 | 32 | 49 | -17  |
| 16   | Gamba Osaka U-23      | 26  | 32 | 7  | 5  | 20 | 31 | 65 | -34  |
| 17   | Gainare Tottori       | 21  | 32 | 4  | 9  | 19 | 31 | 63 | -32  |

|  | Promu en J2 League 2018                             |
|  | Barrages de promotion en J1 League                  |
|  | P : Promu de JFL 2016 R : Relégué de J2 League 2016 |

## Statistiques

### Meilleurs buteurs
|                    | Buteur           | Club                | Buts | MJ |
| ------------------ | ---------------- | ------------------- | ---- | -- |
| Médaille d'or      | Noriaki Fujimoto | Kagoshima United    | 24   | 30 |
| Médaille d'argent  | Takuya Sonoda    | Azul Claro Numazu   | 19   | 32 |
| Médaille de bronze | Tomoki Ikemoto   | Giravanz Kitakyushu | 16   | 32 |
| 4                  | Tomohiro Tanaka  | Blaublitz Akita     | 15   | 31 |
| 5                  | Masao Tsuji      | YSCC Yokohama       | 14   | 30 |
| 6                  | Yu Tomidokoro    | FC Ryukyu           | 13   | 32 |
| 7                  | Yuichiro Edamoto | Fujieda MYFC        | 13   | 30 |
| 8                  | Keisuke Endo     | Fujieda MYFC        | 12   | 26 |
| 9                  | Junya Kato       | Gainare Tottori     | 11   | 32 |
| 10                 | Ken Hisatomi     | Blaublitz Akita     | 10   | 32 |